# Extreme Championship Wrestling (WWE)
ECW var et tv-program og har tidligere været ét af World Wrestling Entertainments tre brands (foruden RAW og SmackDown). ECW-brandet var baseret på den forhenværende wrestlingorganisation Extreme Championship Wrestling, der eksisterede fra 1992 til 2001. ECW var et ugentligt tv-program på den amerikanske tv-station SyFy (tidligere Sci Fi), hvor ECW-wrestlere optrådte fra programmets debut d. 13. juni 2006 til den sidste episode d. 16. februar 2010. Showet blev sendt hver tirsdag, men blev som regel optaget samtidig med optagelsen af enten RAW eller SmackDown. 
Nogle af WWE's mest populære (og upopulære) wrestlere wrestlede på ECW-brandet, heriblandt Jack Swagger, Christian, Finlay og Mark Henry. I modsætning til WWE's andre brands var der på ECW-brandet kun én titel at kæmpe om – ECW Championship. Denne titel var en fortsættelse af ECW World Heavyweight Championship, der havde eksisteret i Extreme Championship Wrestling i 1990'erne. 

## Titler
ECW-brandet rådede kun over én af World Wrestling Entertainments titler:
- ECW Championship

Selvom ECW Championship i Extreme Championship Wrestling havde status som VM-titel, havde titlen ikke fået samme status i World Wrestling Entertainment, da organisationen i forvejen allerede havde to VM-titler (WWE Championship og WWE World Heavyweight Championship). 